# Musica profana
Per musica profana si intende quella musica di carattere voluttuario e pratico, erede dell'istrionismo romano antico, cantata in latino e in volgare che andò sviluppandosi in Europa a partire dall'alto medioevo, in parallelo alla musica sacra.
La musica profana nel medioevo era costituita da canzoni dell’amor cortese, dedicate alla natura, satire politiche e danze accompagnate da strumenti quali la viella, liuto, percussioni, organo portativo, tamburi, arpe e cornamuse, facili da trasportare per i cantori che si spostavano da una città all'altra. Le parole  nella musica profana avevano un ruolo importante ed erano composte con in mente un uditorio che potesse cantare i brani per divertimento. Ad esempio, il mottetto uscì dalle chiese per entrare nelle case dei nobili e fu per questo motivo che venne osteggiato dalla Chiesa.
Nel medioevo la più grande collezione di musica profana proviene dai poemi che i trovatori, provenienti dal sud della Francia, portavano in giro nelle corti europee, essi scrivevano con la lingua d'oc (il provenzale). Compositori come Josquin Desprez scrissero musica sacra e profana. Desprez, in particolare, compose 86 pezzi di musica profana e 119 di musica sacra, oppure Raimbaut de Vaqueiras. Ci furono anche i trovieri, nel nord della Francia, che usavano la lingua d'oïl (francese antico) e i Minnesänger (cantori dell'amore), in Germania, Italia e Spagna.
La musica profana fu di aiuto alla formazione della letteratura durante il periodo di Carlo Magno. Un altro genere molto diffuso in Europa, in particolare in Italia è la frottola, genere popolare scritto in volgare, con a tema argomenti scherzosi o amorosi.
Essa si svolgeva nelle piazze, nei villaggi e nei castelli.